# R Bootis
Désignations
R Bootis est une étoile variable de type Mira de la constellation du Bouvier. Elle varie entre les magnitudes 6,2 et 13,1 sur une période d'environ 223 jours.